# Бу-Краа
Бу-Краа (араб. بوكراع‎, исп. Bou Craa, также исп. Bo Craa, Bu Craa, Boukra, Bukraa) — город на севере Западной Сахары, в исторической области Сегиет-эль-Хамра. Расположен юго-восточнее Эль-Аюна. Находится на территории, контролируемой марокканской администрацией, в области Гулимим-Эс-Смара.
В городе имеются мечеть, офисное здание, несколько магазинов.

## Этимология
Название Бу-Краа происходит от арабского «Абу-кра», что переводится как «Стопа отца». Город расположен у подножия горы с характерной формой.

## Промышленность
В городе и его окрестностях расположены крупные фосфатные рудники. Годовой объем производства — 1,86 млн тонн (1997 год). Основные покупатели — США (45 %) и страны Европы (20 %).
Бу-краа связан крупнейшим в мире ленточным конвейером (98 км) с береговыми портами. Во время войны в Западной Сахаре конвейер неоднократно был атакован и разрушен партизанами ПОЛИСАРИО. После возведения марокканской стены город оказался на территории Марокко и атаки прекратились.

## Население
Население Бу-Краа — 2 514 человек (2004), в основном марокканские рабочие рудников. По переписи 1994 года население составляло 1 985 человек.

## История
В 1947 году на севере Западной Сахары испанским геологом Мануэлем Алиа Мединой были обнаружены залежи фосфатов содержанием до 27 процентов, что стало одной из причин задержки деколонизации региона. В 1962 году была основана компания ENMinSa (Empresa Nacional Minera del Sáhara), занимающаяся разработкой фосфатных руд.
Первые члены националистических организаций Харакат Тахрир и Фронт ПОЛИСАРИО были рабочими местных рудников.